# Trichomachimus scutellaris
Trichomachimus scutellaris là một loài ruồi trong họ Asilidae. Trichomachimus scutellaris được Coquillett miêu tả năm 1898.